# Homo sum: nihil humani a me alienum puto
Homo sum: nihil (nil) humani a me alienum puto (изговор: хомо сум нихил (нил) хумани ме алиенум путо) јесте латинска изрека која значи следеће: „Човјек сам: ништа што је људско није ми страно”. Сматра се да је ову реченицу изговорио Публије Теренције Афер.

## Поријекло изреке
Ово је изрекао Публије Теренције Афер (лат. Publius Terentius Afer), познат и само као Теренције. Након Плаута, био је други велики писац комедија у римској књижевности (други вијек п. н. е.).

## Тумачење
Све што јесте, што постоји, не може се занемарити. Тако ни оно што је људско. Када би било другачије, човјек не би ни напредовао. Наука би, поваздан, почињала.
(Фројд је хуманиста између осталог и зато што сан, легализује као релевантно својство човјека! Превара је људско својство! Храброст је људско својство! Издаја је људско својство !Фекалија је, како год да је непријатног мириса, врло често важног значаја у медицинској дијагностици... )
Изрека се употребљава и када се хоће указати на провинцијски менталитет, лажни „чаршијски морал”.

## Карл Маркс
Карл Маркс, мислилац дијалектичког материјализма у филозофији и научног социјализма у социологији и друштвеној стварности, усвојио је ову латинску изреку као једну од својих максима. Рекао је следеће:
| „ | Ништа људско није ми страно! | ” |

.